# Thomas De Gendt
Thomas De Gendt (* 6. November 1986 in Sint-Niklaas) ist ein belgischer Radrennfahrer, der seine Erfolge meist durch Ausreißversuche erzielt.

## Karriere

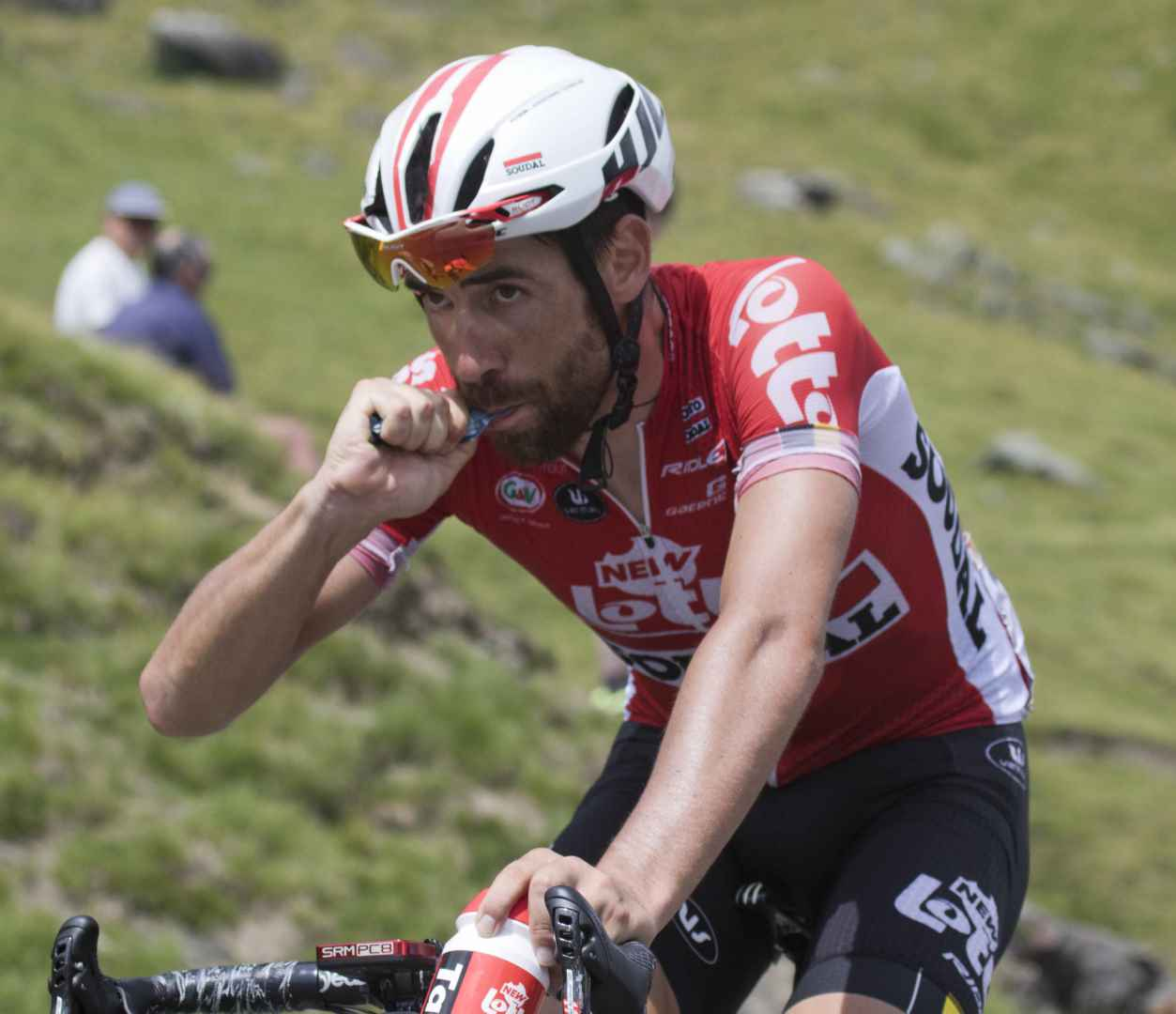
De Gendt bei der Tour de France 2018

De Gendt begann seine internationale Karriere 2006 bei dem UCI Continental Team Unibet-Davo. Bei der Thüringen-Rundfahrt gewann er eine Etappe und damit sein erstes internationales Rennen im U23-Bereich. Im Jahr 2008 gewann er mit dem Grand Prix Waregem sein erstes internationales Elite-Eintagesrennen und mit der Gesamtwertung des Triptyque des Monts et Châteaux sein erstes internationales Elite-Etappenrennen.
Ab der Saison 2011 erhielt de Gendt seinen ersten Vertrag bei einem UCI ProTeam, dem niederländischen Mannschaft Vacansoleil-DCM. In diesem Jahr gewann er auch sein erstes UCI-ProTour-Rennen, eine Etappe von Paris–Nizza. Dies gelang ihm auch 2012. Beim Giro d’Italia 2012 gewann er als Solosieger die Königsetappe mit der Bergankunft auf dem Stilfser Joch und wurde Dritter der Gesamtwertung.
Im Jahr 2013 gewann de Gendt mit einer Etappe der Volta a Catalunya einen weiteren Wettbewerb der UCI WorldTour. Bei der Vuelta a España 2013 wurde er wegen verbotenem Windschattenfahren auf der 10. Etappe disqualifiziert.
Nach weniger erfolgreichen Jahren 2014 und 2015 (Bergwertungsieger bei Paris–Nizza 2015), gewann bei der Tour de France 2016 die 12. Etappe auf den Mont Ventoux. Mit seinem Sieg der 19. Etappe bei der Vuelta a España 2017 gewann er somit bei allen Grand Tours Etappen. Außerdem gewann de Gendt 2017 eine Etappe des Critérium du Dauphiné
Im Jahr 2018 gewann De Gendt wiederum eine Etappe der Katalonien-Rundfahrt sowie eine Etappe der Tour de Romandie, bei der er die Berg- und Punktewertung gewann. Auch bei Paris–Nizza und der Vuelta a España konnte er jeweils die Bergwertung für sich entscheiden.
Nachdem De Gendt im Frühjahr der Saison 2019 wiederum die Bergwertung von Paris-Nizza und eine Etappe der Katalonien-Rundfahrt und deren Bergwertung gewonnen hatte, startete er bei allen Grand Tours und konnte alle drei Rundfahrten beenden. Sein größter Erfolg war dabei der Etappensieg auf der 8. Etappe der Tour de France, die er als Ausreißer gewann.

## Diverses
Im Oktober 2018 sorgte De Gendt gemeinsam mit seinem Teamkameraden Tim Wellens für Aufsehen, als sich die beiden Radrennfahrer entschlossen, nach dem letzten großen Rennen der Saison, der Lombardei-Rundfahrt, per Fahrrad zurück nach Belgien zu fahren. Für die rund 1000 Kilometer lange Tour unter dem Motto „The Final Breakaway“ benötigten sie sechs Tage.

## Erfolge
2007
- eine Etappe Thüringen-Rundfahrt

2008
- Grand Prix Waregem
- Gesamtwertung und eine Etappe Le Triptyque des Monts et Châteaux
- eine Etappe Vuelta a Navarra

2009
- Internationale Wielertrofee Jong Maar Moedig
- eine Etappe Tour de Wallonie

2011
- eine Etappe Paris–Nizza
- eine Etappe Circuit de Lorraine
- eine Etappe Tour de Suisse

2012
- eine Etappe Paris–Nizza
- eine Etappe Giro d’Italia

2013
- eine Etappe Volta Ciclista a Catalunya

2015
- Bergwertung Paris–Nizza

2016
- eine Etappe, Bergwertung und Sprintwertung Volta Ciclista a Catalunya
- eine Etappe Tour de France

2017
- Bergwertung Tour Down Under
- eine Etappe Critérium du Dauphiné
- eine Etappe Vuelta a España

2018
- Bergwertung Paris–Nizza
- eine Etappe Volta Ciclista a Catalunya
- eine Etappe, Bergwertung und Punktewertung Tour de Romandie
- Bergwertung Vuelta a España

2019
- Bergwertung Paris–Nizza
- eine Etappe und Bergwertung Volta Ciclista a Catalunya
- eine Etappe Tour de France

2021
- eine Etappe Volta Ciclista a Catalunya

2022
- eine Etappe Giro d’Italia

## Grand-Tour-Platzierungen
| Grand Tour            | 2011 | 2012 | 2013 | 2014 | 2015 | 2016 | 2017 | 2018 | 2019 | 2020 | 2021 | 2022 | 2023 | 2024 |
| --------------------- | ---- | ---- | ---- | ---- | ---- | ---- | ---- | ---- | ---- | ---- | ---- | ---- | ---- | ---- |
| Giro d’ItaliaGiro     | –    | 3    | –    | 65   | –    | –    | –    | –    | 51   | 41   | DNF  | 74   | –    | –    |
| Tour de FranceTour    | 63   | –    | 96   | –    | 67   | 40   | 51   | 65   | 60   | 52   | 82   | –    | –    | –    |
| Vuelta a EspañaVuelta | –    | 62   | DSQ  | –    | DNF  | 65   | 57   | 67   | 56   | –    | –    | 80   | 99   | 88   |